# Яне Прешленков
Яне Христов Прешленков е български учител и революционер, войвода на Вътрешната македоно-одринска революционна организация.

## Биография
Прешленков е роден в костурското село Дъмбени, тогава в Османската империя, днес Дендрохори, Гърция. Присъединява се към ВМОРО и е куриер на организацията. От пролетта на 1903 година е нелегален четник в четата на Васил Чекаларов. Участва в сражението при Локвата и Виняри  през май 1903 година. В последвалото Илинденско-Преображенско въстание през лятото е войвода на Дъмбенската чета като участва във всички сражения. След издаването на султанското ираде за помилване заедно с Христо Търповски тръгва да се легализира и е убит жестоко от турските войници на 15 октомври 1903 година край село Дреновени.
Бай Насо от Дъмбени разказва за убийството на Прешленков:
| „ | ...на 15 октомврий двама четници, съгласно амнистията, се завръщаха прѣзъ Дрѣновени, за да прѣдадатъ на властьта орѫжието. Но тукъ бидоха заловени отъ войски, които ги умъртвиха по най звѣрски начинъ. Споредъ казването на селянитѣ отъ Дрѣновени, най напрѣдъ пръститѣ на рѫцѣтѣ имъ били отрѣзани и подиръ това нагорявани на огънь. Сетнѣ палачитѣ имъ отрѣзали ушитѣ и носоветѣ и почнали да ги дератъ отъ къмъ врата Най сетнѣ много измѫченитѣ ратници за свободата били по лека мушкани, до като издъхнали. Имената на тия мѫченици сѫ Яне Прешленковъ и Хр. Търповски. | “ |